# میرجم اوت
میرجم اوت (انگلیسی: Mirjam Ott؛ زادهٔ ۲۷ ژانویهٔ ۱۹۷۲) ورزشکار کرلینگ اهل سوئیس است.